# Zug
Zug ([tsuːɡ]ⓘ; en francés Zoug, en italiano Zugo) es una ciudad y comuna suiza, capital del cantón de Zug. La ciudad está ubicada a orillas del lago de Zug, y se encuentra a igual distancia de Lucerna y de Zúrich.

## Historia
La familia de los Habsburgo fue propietaria de Zug desde 1273, pero al renunciar a defenderla, fue obligada a cederla a los confederados en 1365. Los Habsburgo trataron de retomar sus antiguas posesiones a manos de los confederados pero tras perder la batalla de Sempach en 1386, todas las siguientes tentativas fueron reprimidas con éxito.
Estando en la Confederación, Zug pasó a ser un territorio más del cantón de los Waldstätten (países boscosos) junto con los tres cantones originales (Uri, Schwyz y Unterwalden). Zug recupera su autonomía como cantón en el año 1803 tras la proclamación de la Confederación Helvética.

## Geografía
La orilla del lago ha sido acondicionada y forma un paseo, desde donde se disfruta de las vistas gloriosas de los picos nevados del Oberland bernés, así como del Rigi y el Pilatus. Hacia el extremo norte un monumento marca el punto donde una parte de la orilla se deslizó en el lago en 1887. La parte más antigua de la ciudad está cerca al lago, aunque sólo sobreviven cuatro torres y una pequeña parte de las antiguas murallas de la ciudad. El edificio más llamativo de la ciudad es la iglesia de St Oswald (siglo XV), dedicada a San Osvaldo, rey de Northumbria (642 DC), uno de cuyos brazos se trajo a Zug en 1485. La alcaldía de la ciudad, es un edificio del siglo XV que ahora contiene el museo histórico y anticuario.
La comuna tiene dos localidades (Lorzen y Oberwil) que se encuentran enclavadas entre dos comunas del mismo cantón y varias comunas del cantón de Schwyz. La ciudad limita al norte con las comunas de Cham, Steinhausen y Baar, al este con Baar y Unterägeri, al sur con Walchwil y al occidente ya en el lago de Zug con las comunas de Hünenberg, Risch y Meierskappel (LU) y gracias a su exclave con las comunas de Arth (SZ) y Steinerberg (SZ).

## Economía

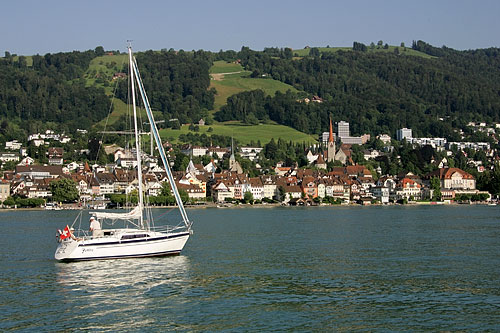
Vista de la ciudad vieja de Zug desde el lago.

Zug es conocida por ser un paraíso fiscal dentro de un paraíso fiscal, Zug es una de las ciudades con la tasa de imposición (impuestos) más bajas de todo el territorio suizo. Esta es la razón por la cual solamente en la ciudad de Zug hay 24 000 puestos de trabajo (la ciudad solo tiene 23.000 habitantes). Es además un sitio propicio para el registro empresarial, se dice que en Zug hay unas 12.000 compañías registradas.
El ranking de las ciudades expatriadas de 2019, basado en la investigación de más de 20 000 encuestados, ha estimado la calidad de vida en Zug como la más alta entre todas las ciudades que participaron en la encuesta. El empleador más grande en Zug es Siemens Building Technologies. Otros empleadores grandes en la ciudad son V-Zug AG, la administración municipal, Zuger Kantonalbank, Coop Zentralschweiz-Zürich, Unilever y Argo-Hytos-Gruppe.

### Criptovalle
El Zug es llamado Criptovalle a causa de gran número de empresas en la ciudad que trabajan con criptomonedas. Más tarde la palabra “criptovalle” llegó a ser común, y en este momento se usa en el contexto de cualquier territorio donde se acumulan las criptoempresas.
En enero de 2017 en Zug fue organizada la asociación independiente apoyada por el gobierno de Crypto Valley Association con Oliver Bussmann en calidad de su presidente.
Entre las organizaciones que se encuentran en el Criptovalle figuran Ethereum, Cardano, Polkadot y Bitcoin Suisse.

## Ciudades hermanas
- Fürstenfeld[11]
- Kalesija[12]

## Transporte
Ferrocarril
Existe una estación central, parada de trenes de larga distancia, regionales y S-Bahn por donde pasan las siguientes líneas ferroviarias:
- Línea ferroviaria Zúrich - Zug - Lucerna
- Línea ferroviaria Zúrich - Zug - Gotardo

Además en toda la ciudad hay varios apeadero donde efectúan parada los trenes de cercanías S-Bahn.